# Donori
Donori è un comune italiano di 1 896 abitanti della città metropolitana di Cagliari, nell'antica subregione del Parteòlla, situato a circa 30 chilometri da Cagliari.

## Storia
Il territorio di Donori è abitato sin dalla preistoria. Vari reperti di età nuragica, tra cui i nuraghi di "Sa Domu e S'Orcu Mannu" e "Guntuxius" testimoniano l'occupazione di queste terre nell'età del bronzo.
Passò poi sotto il dominio di Roma (sono stati rinvenuti resti di necropoli e ville). In periodo medioevale questo territorio era parte del giudicato di Cagliari, nella curatoria di Parte Olla; in quest'epoca venne fondato il villaggio di Donori. Alla caduta del giudicato (1258) passò sotto il dominio pisano e poi (1325) aragonese, sotto il quale divenne un feudo, incorporato successivamente nel marchesato di San Saverio. Il paese venne tuttavia progressivamente abbandonato e fu ripopolato solo nel 1619 dal feudatario del luogo e da famiglie provenienti da Serrenti. Nel 1839, con la soppressione del sistema feudale, venne riscattato ai Brunengo, ultimi feudatari.

### Simboli
Lo stemma e il gonfalone sono stati concessi con decreto del presidente della Repubblica dell'8 agosto 1994.
Lo stemma è semipartito troncato: il primo d'oro, al grappolo d'uva di porpora, munito di tralcio al naturale, posto in fascia e pampinoso di due, uno per parte, di verde; il secondo di verde, alle cinque spighe di grano, impugnate, d'oro, legate di rosso; il terzo di azzurro, al nuraghe d'oro, fondato in punta.
Il gonfalone è un drappo partito di verde e di giallo.

## Monumenti e luoghi d'interesse

### Architetture religiose

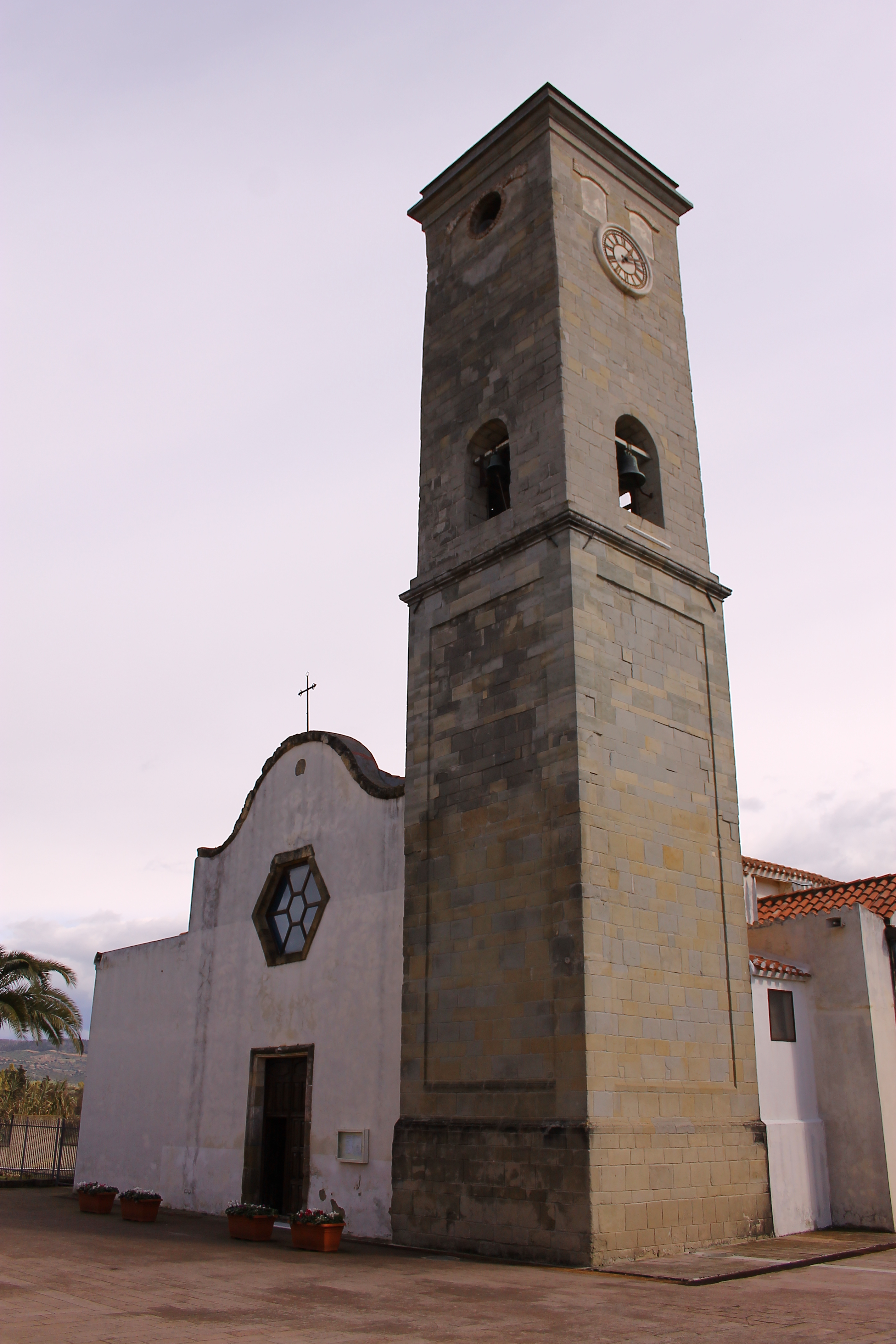
Chiesa di San Giorgio

Si trova a Donori la chiesa di San Giorgio vescovo, risalente al Cinquecento, in stile gotico catalano, mononavata e con le cappelle laterali affrescate. A San Giorgio primo Vescovo della Dioecesis Suellensis deceduto il 23.04 1117, viene dedicata l'omonima festa, nella terza settimana di aprile.

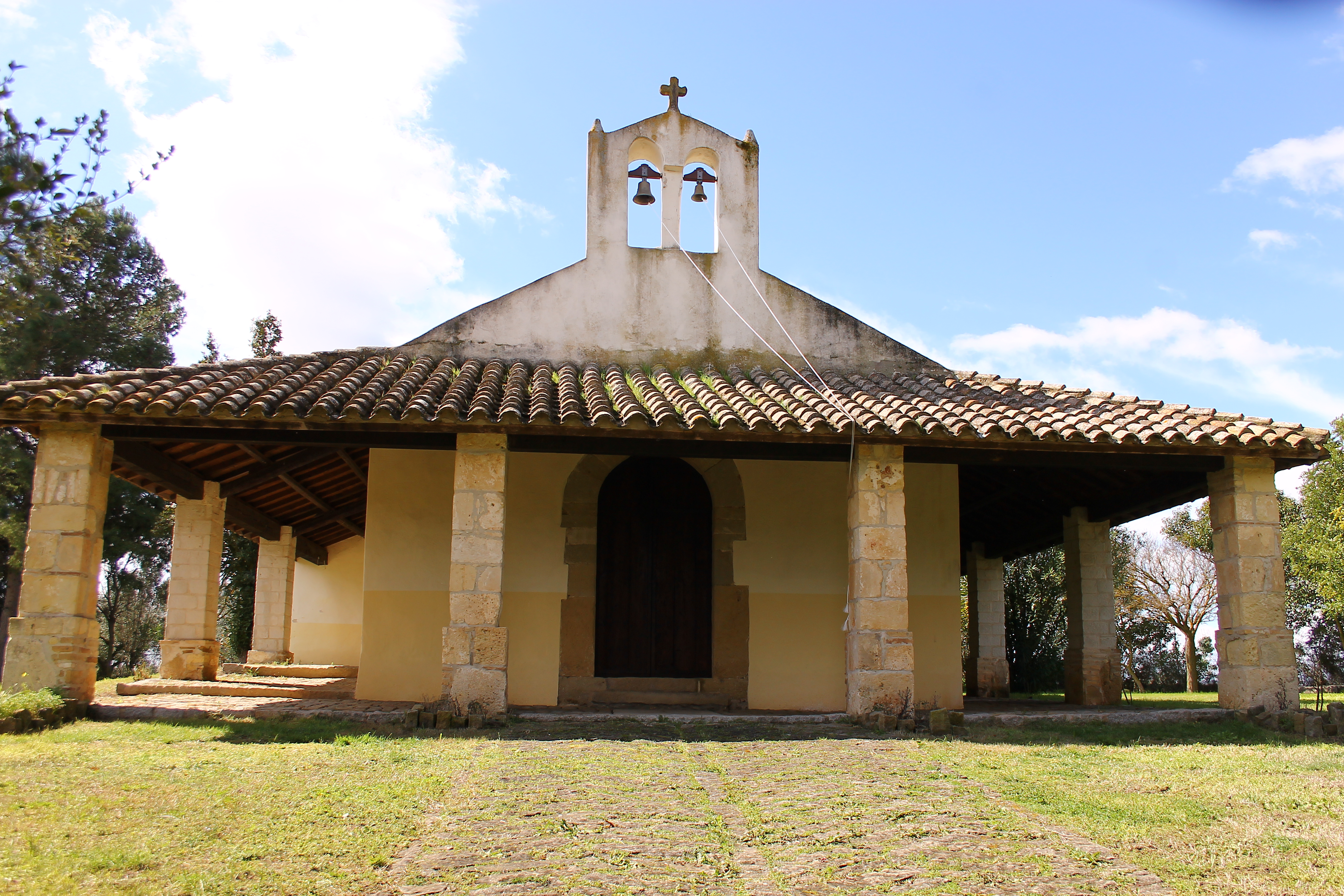
Chiesa di Sa Madonna de sa Defenza

Oltre alla chiesa cittadina, a Donori è presente anche la chiesetta campestre dedicata a Sa Madonna de sa Defenza (letteralmente Madonna della difesa).
Codesta chiesetta è circondata da oliveti e da una campagna, che ne fa una meta ambita dove svolgere la funzione del matrimonio, cosa che negli ultimi anni è stata sempre più utilizzata dai donoresi e non.

### Architetture civili
Al centro del paese si può visitare il tipico monte granatico, ristrutturato ed utilizzato per mostre fotografiche ed esposizioni nel periodo delle feste paesane o altre ricorrenze particolari.

### Luoghi di interesse naturalistico
All'ingresso del paese è presente una pineta. Un'altra area di interesse naturalistico è la zona circostante la ex miniera Monteponi che si trova ai piedi del monte Andria, in località S'Ortu Becciu. Qui si possono vedere alcuni resti della miniera (non ancora aperta al pubblico) circondati da una natura intatta e vergine.
Altra area naturalistica di rilevante interesse è Sa Rocca de Is Piccionisi, che si trova leggermente più a nord rispetto a S'Ortu Becciu. La particolarità di quest'ultima è che si trova tra due piccoli monti ed è ricca di gole, natura incontaminata e rigogliosa. Tra le rocce scorre un fiume il cui tratto si insinua tra i monti che fanno parte della catena montuosa del Gerrei e che andrà a scorrere fino al paese.

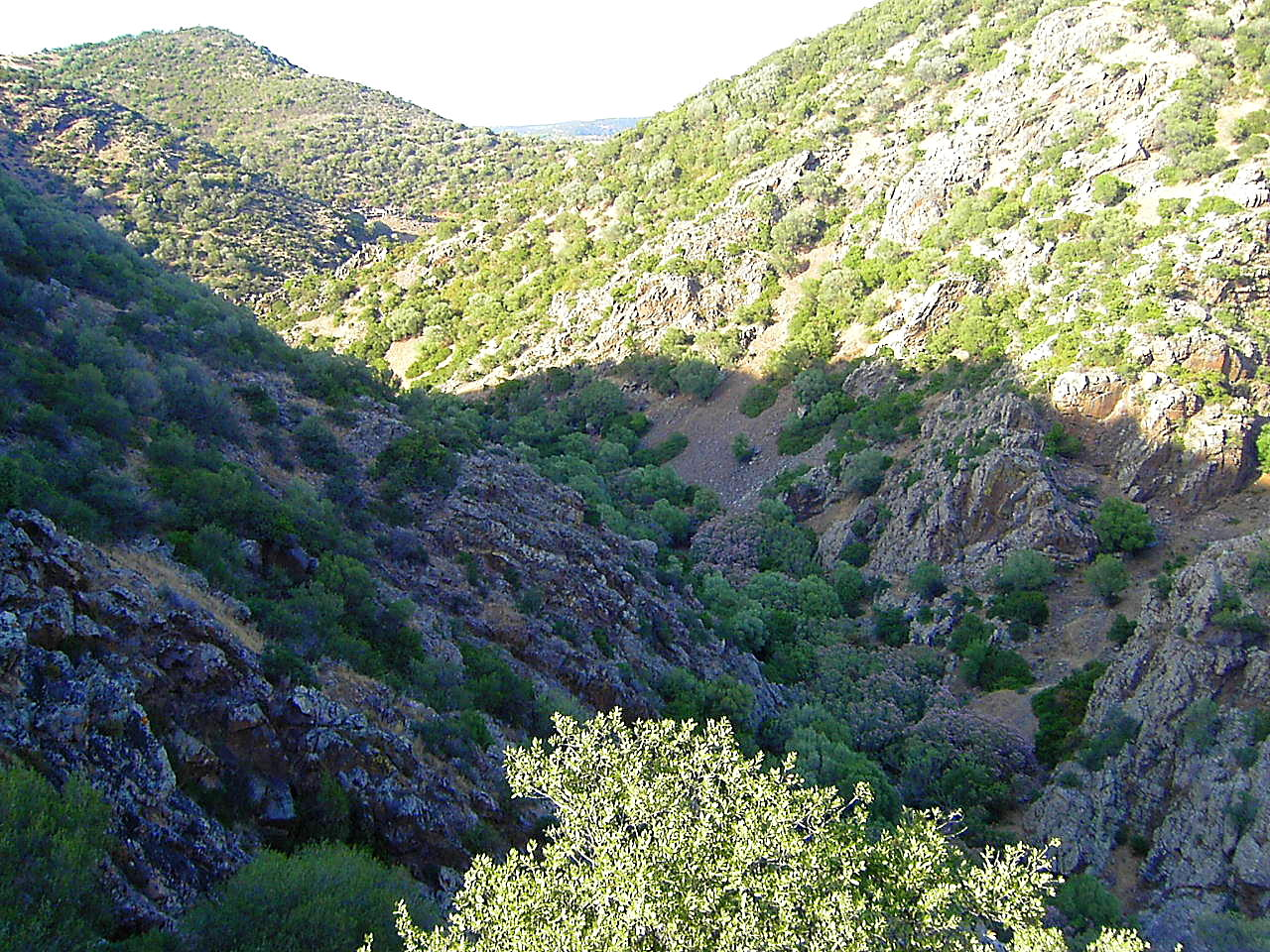

Dirigendosi verso Sant'Andrea Frius percorrendo la strada statale 387 si può vedere l'area di Sa Rocca de Is Piccionisi dall'alto, in un panorama naturalistico di notevole pregio. Entrambe queste zone si possono facilmente raggiungere attraverso delle strade secondarie che partono dalla S.S 387, strada che collega il paese di Donori con la città di Monserrato e altri paesi del Gerrei.

## Società

### Evoluzione demografica
Abitanti censiti

## Cultura

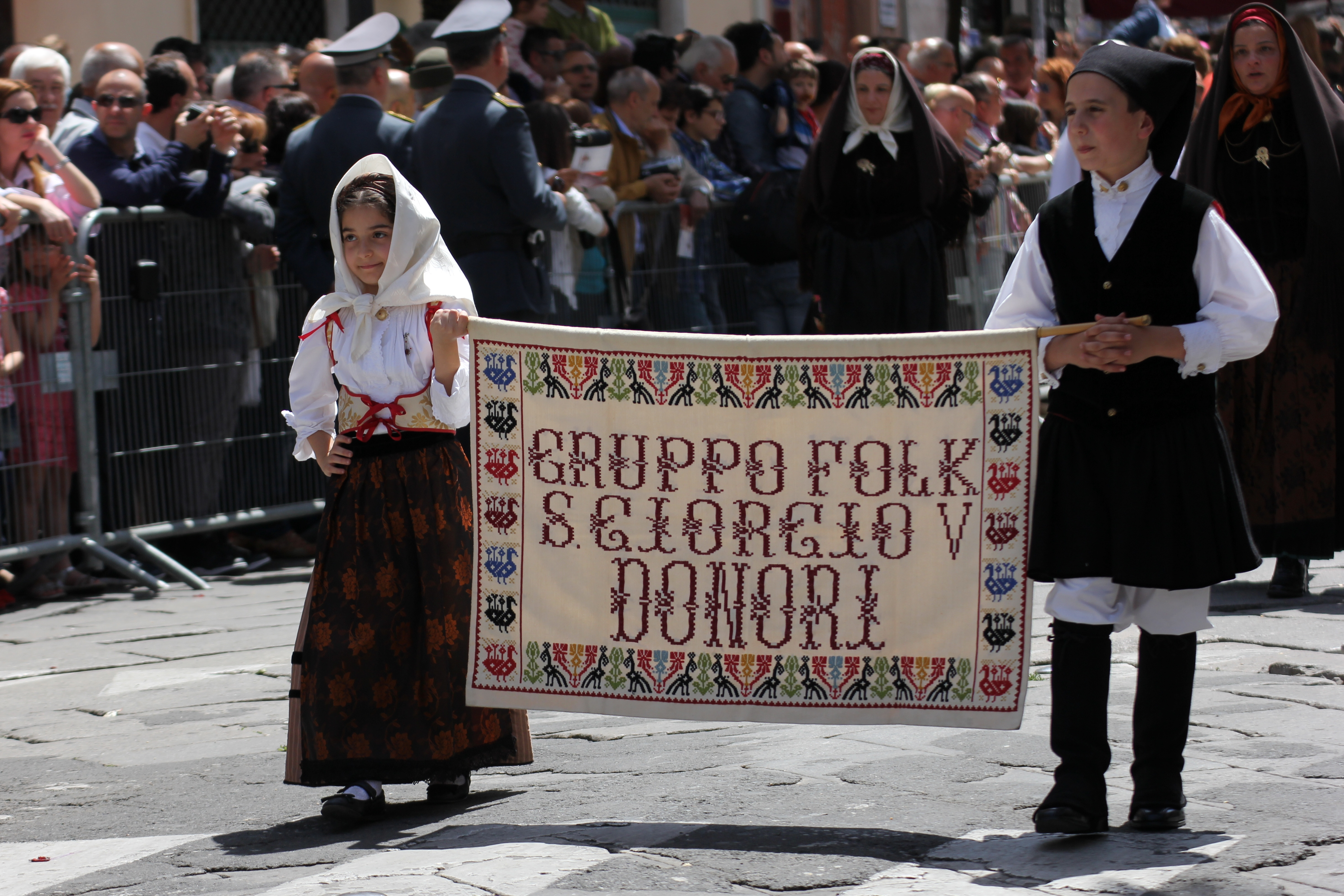
Costume tradizionale di Donori

### Feste e tradizioni
Ad aprile si svolge, la terza Domenica del mese, la festa dedicata a San Giorgio Vescovo, a cui è dedicata la chiesa principale del paese, nel centro abitato. Il simulacro del Santo viene portato per le vie del paese seguito da una folta processione ed accompagnata con dei canti in lingua Sarda. La festa, in passato, veniva santificata anche perché anticamente serviva a benedire i futuri raccolti primaverili.
In settembre, il terzo fine settimana del mese, si svolge invece la festa più importante e più seguita dalla popolazione di Donori, dedicata alla Madonna De Sa Defenza, nella omonima chiesetta campestre.
I questo caso il simulacro della santa, viene portato nella chiesetta a 2 km del centro abitato, in direzione Ussana, il sabato pomeriggio. Viene pertanto effettuata la tipica messa la Domenica mattina nella chiesetta campestre, con il particolare coro polifonico in lingua Sarda, che rende codesta funzione veramente particolare ed interessante.
La Domenica sera, al tramonto, la statua viene riportata in paese, seguita da una sfilata di persone vestite con il folcloristico costume donorese, e dalle traccas, carri costruiti in legna e canne, addobbati con delle foglie di mirto, dove i devoti in costume effettuano tutta la sfilata.
Nel paese vengono effettuate alcune fermate della processione nelle zone più importanti, dove vengono azionati alcuni giochi pirotecnici, che rendono l'atmosfera davvero particolare, prima di riportare il simulacro della Madonna nella chiesa di San Giorgio Vescovo, al centro del paese.
Si svolge invece alla fine del mese di luglio, la Sagra dell'Emigrato, dedicata ai donoresi che si sono trasferiti al di fuori del territorio paesano, e che vogliono tornare a visitare il loro paese natio. La sagra è organizzata e promossa dalla Pro Loco di Donori, che fornisce una cena tipica donorese nella piazza ai Caduti, la piazza per gli eventi del paese.

## Economia
Zona collinosa, già importante zona mineraria, e ricca di antichi vigneti dove vengono coltivate vitigni autoctoni come il Cannonau ed il Bovale sardo. La zona è nota anche per la produzione casearia. A Donori è presente anche una sviluppata zona industriale attiva dalla fine degli anni novanta, comprendente circa 20 aziende che danno lavoro a circa 150 persone.

## Infrastrutture e trasporti

### Ferrovie
A sud ovest dell'abitato si trova la stazione di Donori, posta lungo la ferrovia Cagliari-Isili. I treni dell'ARST (che è anche il gestore della linea e della stazione) effettuano collegamenti che dallo scalo hanno termine a Mandas ed Isili a nord ed a Monserrato a sud.

## Amministrazione
| Periodo        | Periodo        | Primo cittadino | Partito                                     | Carica  | Note  |
| -------------- | -------------- | --------------- | ------------------------------------------- | ------- | ----- |
| 10 giugno 2018 | 29 maggio 2023 | Maurizio Meloni | Lista civica "Sviluppo e partecipazione"    | Sindaco | [ 6 ] |
| 29 maggio 2023 | in carica      | Maurizio Meloni | Lista civica "Insieme per Donori 2023-2028" | Sindaco | [ 7 ] |

## Sport
La squadra di calcio di Donori, ha militato nella Prima Categoria del sud Sardegna per parecchi anni.
Di rilievo è sempre stato il settore giovanile della Polisportiva Donori, che ha sempre avuto un buon seguito nella comunità donorese.